# Jewgienij Sysojew
Jewgienij Sysojew (Евгений Сысоев, ur. 27 maja 1968 roku) – kazachski piłkarz występujący na pozycji obrońcy.
Pierwszym klubem zawodnika był Awangard Petropawł, w którym występował w sezonie 1989. Od 1990 roku grał w innym zespole drugiej ligi ZSRR, Melioratorze Szymkent. Po utworzeniu ligi kazachskiej piłkarz grał jeszcze w tym zespole (przemianowanym na Żiger Szymkent) w sezonie 1992. W latach 1993–1995 gracz występował w drużynie ukraińskiej Premier-lihi, Krywbasie Krzywy Róg. W latach 1996–1997 reprezentował barwy Dinama Omsk, występującego we Wtoroj diwizion. Ponadto zawodnik wystąpił w dwóch spotkaniach reprezentacji Kazachstanu: 1 czerwca 1992 roku przeciwko Turkmenistanowi (1:0, był to pierwszy w historii mecz reprezentacji Kazachstanu) i 16 lipca 1992 roku przeciwko Uzbekistanowi (1:0).